# Our Brand Is Crisis
Our Brand Is Crisis (Brasil: Especialista em Crise / Portugal: Profissionais da Crise) é um filme americano dos gêneros comédia e drama dirigido por David Gordon Green e escrito por Peter Straughan. É um relato fictício baseado no documentário homônimo de 2005 escrito e dirigido por Rachel Boynton, sobre como a empresa de consultoria política americana Greenberg Carville Shrum (GCS), com vasta experiência em campanhas de eleição, ajudou a salvar a candidatura do ex-presidente Gonzalo Sánchez de Lozada na eleição presidencial boliviana de 2002. É estrelado por Sandra Bullock, Scoot McNairy, Billy Bob Thornton, Anthony Mackie e Ann Dowd.
Ele foi selecionado para ser exibido na seção de Apresentações Especiais do TIFF, que o exibiu em 11 de setembro de 2015. Também foi exibido no 24º Philadelphia Film Festival em 24 de outubro de 2015. Estreou nos cinemas dos Estados Unidos no dia 30 de outubro de 2015. Estreará nos cinemas de Portugal em 19 de novembro de 2015 e nos cinemas do Brasil em 31 de março de 2016.

## Sinopse
Quando um grupo de consultores americanos aceita o desafio de trabalhar pela reeleição de um impopular presidente boliviano, eles percebem que irão precisar de ajuda. Após rastrear a consultora política aposentada Jane Bodine em sua cabana na floresta, eles a convencem a liderar a equipe – decisão da qual se arrependem rapidamente assim que "Jane Calamidade", como é conhecida, começa a justificar o seu apelido, desencadeando sua própria marca de caos na campanha.
Quando tudo parece perdido, o repugnante Pat Candy, pior inimigo de Jane, chega à cidade para trabalhar para a oposição. De repente, as coisas tornam-se pessoais e à medida que a batalha começa os consultores poderão ver Jane, a lenda, em ação.

## Elenco
- Sandra Bullock como Jane "Calamidade" Bodine.
- Scoot McNairy como Buckley
- Billy Bob Thornton como Pat Candy.
- Anthony Mackie como Ben.
- Ann Dowd como Nell.
- Joaquim de Almeida como Pedro Castillo.
- Zoe Kazan como LeClerc.
- Reynaldo Pacheco como Eduardo.
- Dominic Flores.
- Louis Arcella.
- Octavio Gómez.
- Luis Chavez.
- Tilda Del Toro como secretária de Pedro Gallo.

## Produção
Em 22 de abril de 2007, foi anunciado que a Warner Bros. Pictures comprou os direitos de remake do documentário Our Brand Is Crisis (2005), para George Clooney e Grant Heslov produzirem (Smoke House Pictures). Peter Straughan foi definido para escrever o roteiro, George Clooney foi anexado como um diretor potencial e estrela do filme.
Em 11 de dezembro de 2013, foi anunciado que Sandra Bullock estava em negociações adiantadas para interpretar o papel principal de uma consultora política aposentada chamada Jane "Calamidade" Bodine. Também foi confirmado que Clooney não iria dirigir e que não estava claro se ele iria atuar no filme.
Em 11 de setembro de 2014, foi anunciado que Scoot McNairy estava no elenco e que David Gordon Green estava dirigindo o filme. Sandra Bullock também foi citada como produtora executiva do filme.
Em 15 de setembro de 2014, foi anunciado que Billy Bob Thornton estava em negociações para se juntar ao elenco.
Em 18 de setembro de 2014, foi anunciado que Anthony Mackie juntou-se ao elenco do filme.
Em 24 de setembro de 2014, foi anunciado que Ann Dowd juntou-se ao elenco do filme.
Em 10 de outubro de 2014, foi anunciado que Joaquim de Almeida e Zoe Kazan se juntaram ao elenco do filme, Almeida iria interpretar Castillo, ex-presidente da Bolívia, e Kazan iria interpretar uma jovem mulher que investiga a sujeira de candidatos políticos.
Em 13 de outubro de 2014, a empresa Participant Media foi anunciada como cofinanciadora do filme com a Warner, e que Jeffrey Skoll e Jonathan King seriam produtores executivos junto com Sandra Bullock e Stuart M. Besser. Mais integrantes do elenco também foram anunciados:  Reynaldo Pacheco, Dominic Flores, Louis Arcella, e Octavio Gómez.

### Filmagens
A filmagem do filme começou em 29 de setembro de 2014, em Nova Orleães, Luisiana usando 35 mm. As filmagens também ocorreram em Bonnet Carré Spillway na Paróquia de St. Charles.